# Tim Frühling
Tim Frühling (né le 29 juillet 1975 à Wolfenbüttel) est un animateur radio allemand.

## Biographie
Après son abitur, Tim Frühling fait un stage de six mois à Rems-Murr-Bürgerradio à Waiblingen. Il y fait ensuite un peu de volontariat avant d'intégrer planet radio.
De 1998 à 2003, il est animateur sur hr XXL, avant que la station prenne le nom de You FM. Entre 2000 et 2003, et de 2005 à 2008, il présente les informations pour 1 Live. Depuis septembre 2006, il est animateur sur hr3.
Il fait ses débuts d'animateur de télévision sur HR-Fernsehen. Depuis juillet 2008, il présente la météo.
Le 16 mai 2009, il commente pour l'ARD le concours Eurovision en remplacement de Peter Urban, malade. Il commente le concours 2010 pour les stations hr3 et NDR 2.